# George Waring
George Waring (Kingsley, 2 dicembre 1994) è un calciatore inglese, attaccante del Curzon Ashton.

## Descrizione
È un attaccante.

## Carriera
All’età di 16 anni entra a far parte delle giovanili dell’Everton, mentre, due anni dopo, passa allo Stoke City. Sempre nel settore giovanile riesce a segnare 4 reti in un match contro l’Under-21 del West Bromwich. L’8 gennaio 2015 passa in prestito al Barnsley in League One, debuttando due giorni dopo e trovando la sua prima rete a livello professionistico contro lo Yeovil Town. Conclude il prestito con 6 reti in 19 presenze. Dopodiché passa, sempre in prestito, all’Oxford Utd, allo Shrewsbury Town ed al Carlisle Utd, trovando una sola rete con la prima squadra.
Nel 2017 viene acquistato definitivamente dal Tranmere; dopo 3 presenze il club lo gira in prestito all’Halifax Town ed infine per un anno e mezzo al Kidderminster.
Nel gennaio del 2019 viene acquistato definitivamente dal Chester.